# Piętnastoletni kapitan

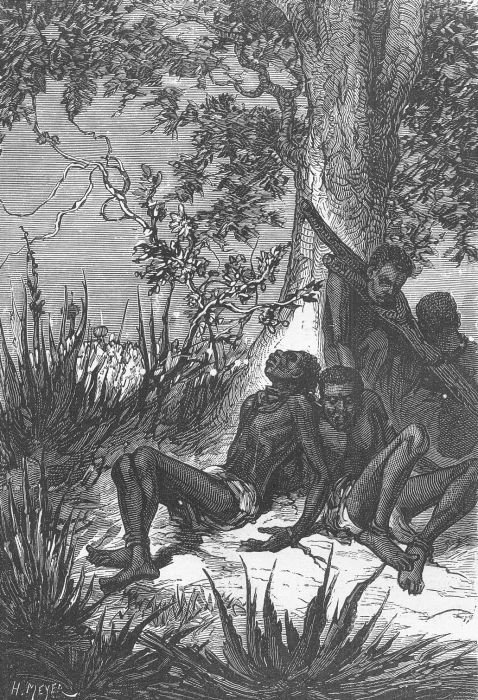
… Kilku niewolników zerwało łańcuchy i uciekło. Wkrótce zostali schwytani, znęcano się nad nimi straszliwie.

Piętnastoletni kapitan (fr. Un capitaine de quinze ans) – powstała w 1878 dwutomowa powieść Juliusza Verne’a z cyklu Niezwykłe podróże, złożona z 37 rozdziałów (tom 1 zawiera 18 rozdziałów, tom 2 – 19 rozdziałów).
Pierwszy jej polski przekład pojawił się w odcinkach w 1878, a w wersji książkowej ukazała się w 1895. Najwięcej wydań osiągnęła w powojennym tłumaczeniu Marii Zajączkowskiej (głównie w wydawnictwie „Nasza Księgarnia”).
Biografowie autora twierdzą, że powieść została napisana dla syna Verne’a – Michela.

## Treść
Trzonem fabuły jest podróż z Nowej Zelandii do Afryki i dramatyczne przygody na Czarnym Lądzie. W 1873 grupa osób wypływa do Ameryki na wielorybniczym brygu „Wędrowiec”. Niespodziewana śmierć kapitana i załogi przy próbie zapolowania na płetwala sprawia, że dowódcą statku zostaje piętnastoletni chłopiec – Dick Sand. Mając do pomocy tylko pięciu uratowanych Murzynów, sam musi zająć się żeglowaniem oraz pasażerami, by doprowadzić ich bezpiecznie do celu. Uniemożliwia mu to kucharz okrętowy Negoro (w istocie ukrywający się handlarz niewolników), który chce przedostać się do Afryki. Niszczy on log i jeden z kompasów, a obok drugiego umieszcza żelazo 
tak, by wskazywał fałszywy kierunek. Nieświadomi podróżni zamiast do Ameryki Południowej, dopływają do zachodnioafrykańskiego wybrzeża, gdzie w Angoli stykają się z licznymi zagrożeniami i ostatecznie wpadają w ręce handlarzy niewolników. Dzielność „piętnastoletniego kapitana” oraz jednego z Murzynów – Herkulesa, sprawia, że niebezpieczna przygoda zostaje zakończona szczęśliwie.

## Postacie
- Dick Sand – wychowanek armatora, praktykant żeglarski, a później kapitan brygu
- pani Weldon – żona właściciela statku
- Jack – jej pięcioletni syn
- kuzyn Benedykt – entomolog, ich krewny
- Nan – stara Murzynka, służąca pani Weldon
- Tom, Bat, Austin, Akteon, Herkules – amerykańscy Murzyni uratowani z wraku statku „Waldeck”
- kapitan Hull – dowódca „Wędrowca”
- bosman Howik – jego podkomendny
- Negoro – Portugalczyk, kucharz okrętowy, w istocie handlarz niewolnikami
- Harris – Amerykanin, handlarz niewolnikami współpracujący z Negorem
- Jose Antonio Alvez – bogaty przedsiębiorca prowadzący afrykański handel niewolnikami
- Ibn Hamis – dowódca karawany niewolników
- Muani Lunga – tubylczy król Kazondy

Powieść stanowi głośny protest przeciw wciąż trwającemu na świecie niewolnictwu i ostre potępienie handlu czarnoskórymi niewolnikami. Za dobitny przykład autor stawia w niej największe kraje, które zlikwidowały u siebie niewolnictwo (Stany Zjednoczone po wojnie domowej) i konsekwentnie zwalczają przemyt niewolników na morzach (Wielka Brytania, Francja). W czasie pisania powieści wciąż trwał handel czarnymi niewolnikami. Co prawda handel transatlatycki zanika, ale trwał handel ukierunkowany na wschodnią Afrykę.
Reminiscencje powieści znajdują się w balladzie "Barykada (Śmierć Baczyńskiego)", której autorem jest Jacek Kaczmarski. Poświęcona jest ona udziałowi nastolatków w Powstaniu Warszawskim (Fragment tekstu: "unoszą nas ceglane fale piętnastoletnich kapitanów, wspomnienia marzeń o podróżach w nietknięty stopą świat")

## Literatura
- Jan Tomkowski: Juliusz Verne – tajemnicza wyspa? Łódź: Wydawnictwo Łódzkie, 1987, ISBN 83-7386-166-1
- Herbert R. Lottman: Juliusz Verne. Warszawa: Państwowy Instytut Wydawniczy, 1999, ISBN 83-06-02751-5